# 345. sz. János Zsigmond Unitárius Cserkészcsapat
A 345. sz. János Zsigmond Unitárius Cserkészcsapat az unitárius ifjakat magába tömörítő mozgalom volt, melynek lényege elkötelezett, egymásért felelősen cselekvő, Istenben hívő, önálló felnőttek nevelése, akik aktív hazafiakká és elkötelezett tagjaivá válnak a magyarságnak és az unitárius egyháznak. A táborok és a különböző cserkészcsapatok együttműködése (az országos és nemzetközi találkozókon) a fiatalokat egy egészséges testi, szellemi és jellembeli életfelfogásra nevelte, segítette az egyéni tehetségük és a bennük rejlő erő felfedezésére, valamint fejlesztésére.

## Kezdetek: 1930–1942

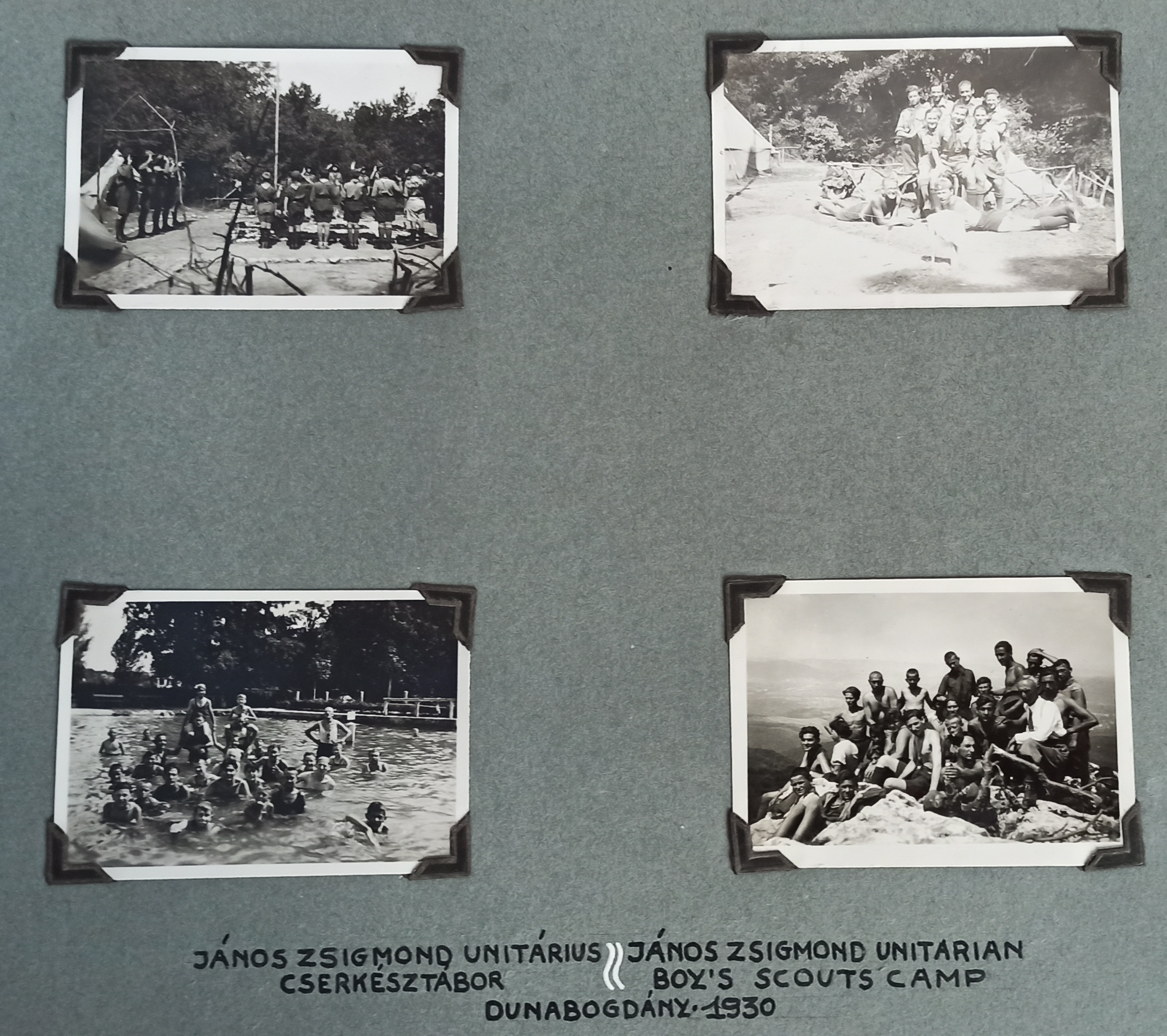
Első táborozás 1930-ban Dunabogdányban

A 345. sz. János Zsigmond Unitárius Cserkészcsapat megalakulása dr. Iván László hitoktató lelkész nevéhez fűződik, aki elsősorban a fiúkat toborozta. Közreműködtek és segítettek a hitoktató lelkészek, Pethő István és Bíró Lajos. A cserkészcsapat első parancsnoka Sykó Dezső testnevelő tanár lett. A megalakulásukat követően az első tábort Dunabogdányban szervezték 1930-ban. 
Olyan sikeres volt az első tábor és a szervezés, hogy ezt követően minden évben tábort szerveztek, és év közben is tevékenykedtek, beszerezték a szükséges felszereléseket, ami a cserkészethez és a táborozásokhoz szükségeltetett. A Nőszövetség elkészítette a csapatzászlót.

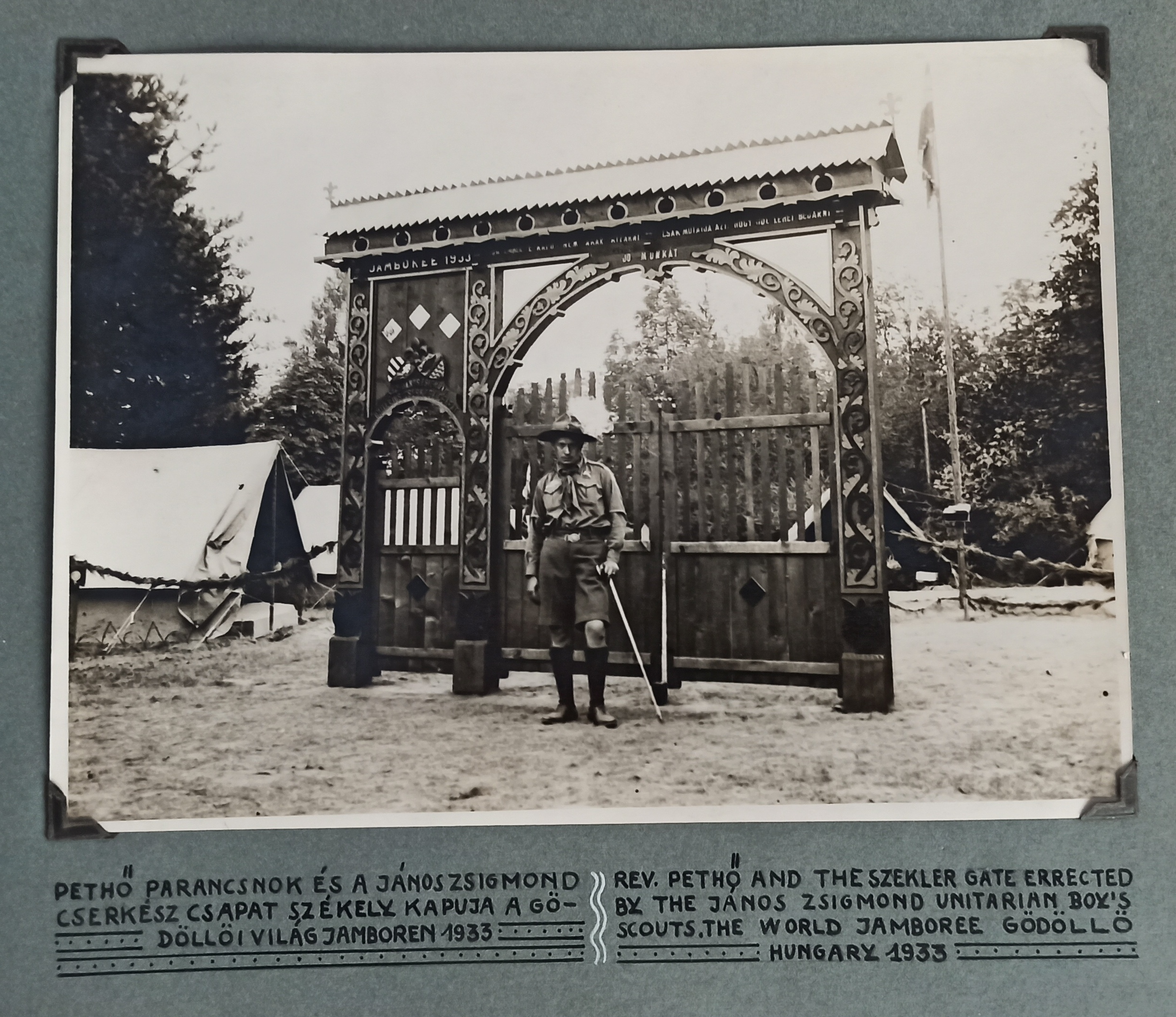
Pethő István parancsnok a székelykapu előtt

A cserkészcsapat fénypontja az 1933-as gödöllői dzsembori volt, a cserkészek világtalálkozója. A dzsembori a 345. sz. János Zsigmond Unitárius Cserkészcsapat számára egy világsiker volt, mely összekovácsolta a tagjait. A csapat táborát egy székelykapu is díszítette.
Ezek után minden évben sikeres táborozásokat szerveztek az ország különböző helyein. Pestszentlőrincen Pethő István hitoktató lelkész külön szervezte az egyetemi ifjúságot, melynek következtében külön rajt hozott létre.
1938-ban elhunyt dr. Iván László, a csapat „szellemi és lelki atyja”, ami mindenkit mélységesen megérintett. Ugyanakkor a háború előszele is elérte a cserkészetet.

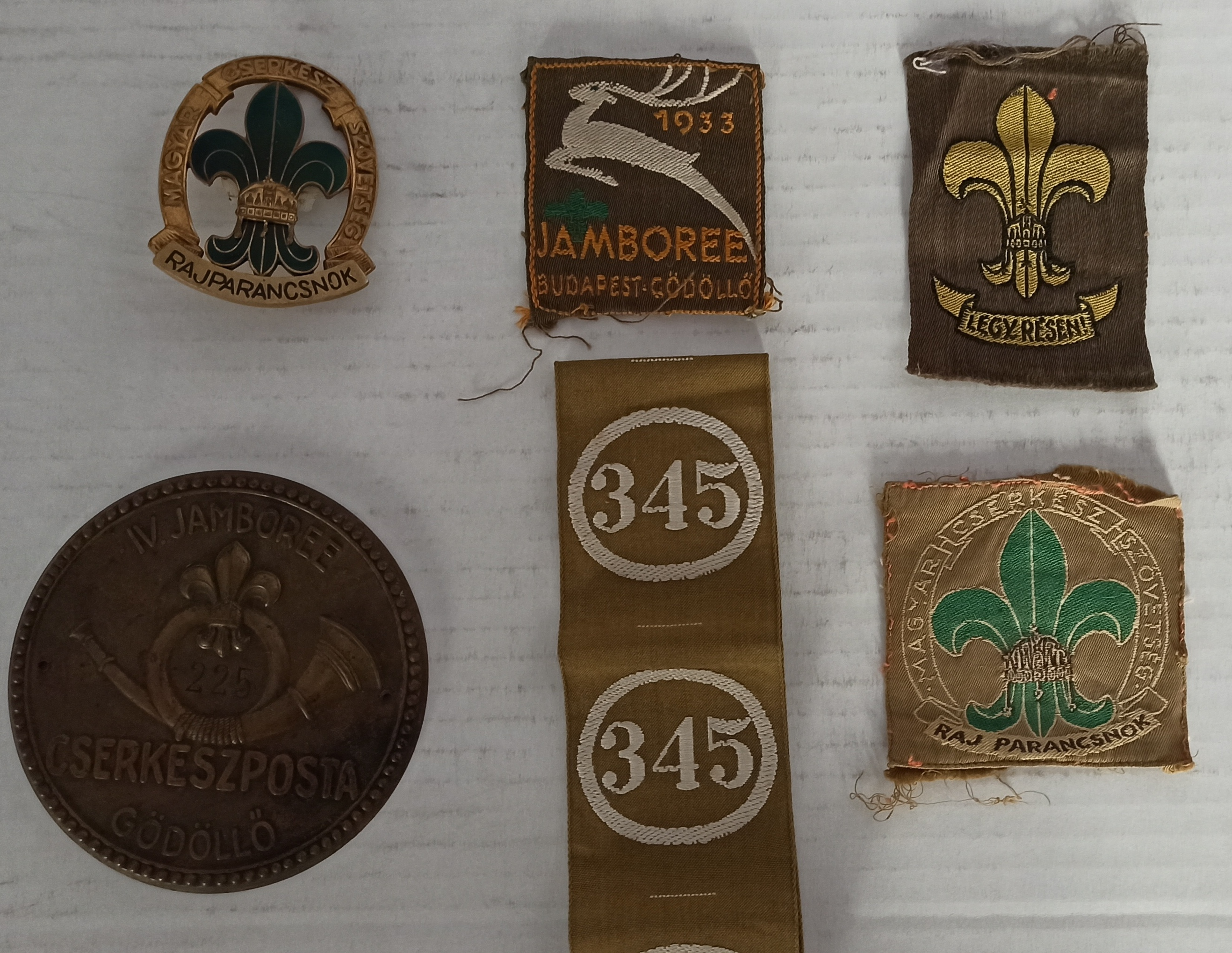
Cserkészjelvények

1940 és 1942 között – még ha nehezen is – megszervezték az éves cserkésztábort, de nehézségekbe ütköztek az élelem beszerzését illetően. Sok fiatal bevonult katonának.

## A világháború után: 1946–1948
1943-től már nem lehetett cserkésztábort szervezni. Budapest ostromát és a háborút követő időszakot nagyon megsínylette a csapat. Elvesztették a felszerelésük nagy részét, és a fiúk is szétszéledtek. Azokban 1946-ra sikerült a cserkészmozgalmat újjászervezni, újak bekapcsolódásával, a régi fiatalok nagykorúvá válása által. Ilyen lelkes szervező volt Nyiredy Szabolcs, aki 11 éves gyermekként élte át a gödöllői dzsemborit.

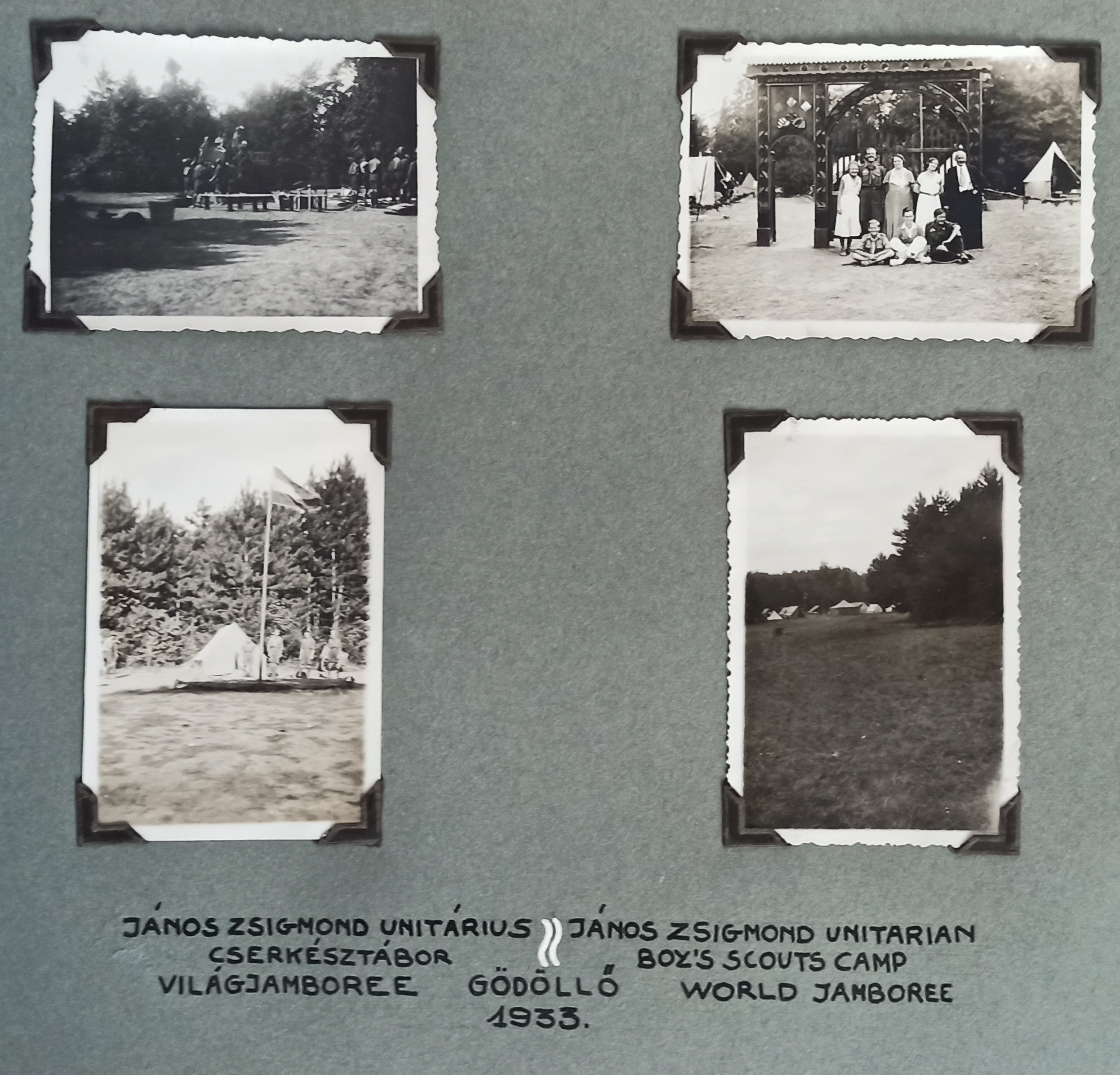
Gödöllői dzsemborin az unitárius tábor 1933-ban

Nyiredy Szabolcs csapatparancsnokságával nagy lelkesedéssel fogtak hozzá a második világháborút követően a cserkészlét fellendítéséhez. Segítséget kaptak a Pethő István hitoktató által szervezett egyetemi rajjal és a Józan Miklós cserkészrajjal, melynek következtében a csapat létszáma meghaladta a negyvenet.
1947-ben az unitáriusok cserkészcsapatát Benczédi László és Merész Gábor képviselte a moissoni (Franciaország) dzsemborin.
1948-at követően lassan megkezdődött a cserkészmozgalom felszámolása, azaz átszervezése. „A gyermek és serdülőprogram demokratikus egységéért” meghirdetésével egyre jobban előtérbe került a „pionír” (úttörő) mozgalom. A cél kezdetben az együttműködés kiépítése volt a cserkészmozgalommal, ennek későbbi eredménye a cserkészet beolvasztása lett. Az 1948. június 27-i közgyűlésen a Magyar Ifjúsági Népi Szövetség (MINSZ) kiküldötte kifejezte: „…a serdülő ifjúsági egység megteremtése sürgősség vált … a népi demokrácia országaiban az úttörő mozgalom felépítése és módszerei alkalmasabbnak bizonyultak a cserkészeténél…” Az unitárius cserkészcsapat utolsó táborát Zebegényben tartotta 1948 szeptemberében. Fel kellett oszlatni a csapatot, és az unitárius ifjúság is betagozódott az iskolai úttörők közé.

## A rendszerváltás után: 1990–2002
Negyven év után, 1990. július 8–17. között tartotta meg az unitárius egyház első táborozását 15 fiatallal az újjáalakult 345. sz. János Zsigmond cserkészcsapat. Húsvét hétfőjén tette le fogadalmát a 42 év után újjáalakult cserkészcsapat. Lelkes mozgatója és szervezője az immáron 68 éves Nyiredy Szabolcs volt. Az egyház akkori vezetősége is meglátogatta a tábort Huszti János püspök vezetésével. Az Istentiszteletet Orbókné Szent-Iványi Ilona lelkész tartotta július 15-én.
Nyiredy Szabolcs tevékenyen fogott hozzá az ifjúság között a cserkészet fellendítésére, előadásokat tartott a régi időkről, megszerveztek pár tábort is (lásd Muszka Ibolya interjúját a 80 éves Nyiredy Szabolccsal az Unitárius Életben). Az unitárius cserkészmozgalom fellendülése rövid életű volt. Nyiredy Szabolcs halálával pedig teljes mértékben megszűnt a folytonosság. Az általa őrzött régi dokumentumok, anyagok az unitárius levéltárba kerültek megőrzésre, ahol rendszerezték és kutatható állapotban vannak, szervesen kapcsolódnak a már rendezett cserkésziratokhoz, 1931–2002 között 11 doboz, 1,22 ifm (iratfolyóméter) található.